# 约翰·雅各布松
约翰·雅各布松（瑞典語：Johan Jakobsson，1987年2月12日—），瑞典男子手球運動員。他也是瑞典國家手球隊的一員，代表瑞典參加了2012年奧運會並獲得銀牌。他也參加了2016年夏季奧運會。